# بایندریان
بایندریان از طوایف ترکمان هستند که در تشکیل و تحکیم طوایف آق قوینلوها و ایجاد سلسله‌ای تاریخی به همین نام در قرون نهم تا دهم شرکت فعال داشتند. جمعی از سران اتحاد طوایف آق قوینلو و سلاطین این سلسله، از طایفه بایندریان بودند که به همراه سلجوقیان به آسیای صغیر راه‌افتادند. میزان مشارکت این طایفه در ایجاد اتحاد و تشکیل آق قوینلوها به قدری است که برخی از مورخان نام سلسله آق قوینلو را بایندرخان اوغلان لری یا آل بایندریه گزارش کرده‌اند. به عقیده بارتلد، بایندریان همان طایفه ترک زبان بوده اند که با نام برندیان نقش مهمی در حیات اقوام قرن پنجم و ششم ه.ق در روسیه داشته‌اند. سلاطین آق قوینلو انتساب به این طایفه را مدعی بودند و از طغرای منتسب به این طایفه در سکه‌ها  و آثار خویش استفاده کرده‌اند.
از این طایفه در عصر مغولان، خبری وجود نداشته‌است و این به جهت عدم نقش مهم در حوادث آن دوران بوده‌است. علاوه بر منطقه آسیای صغیر، از این طایفه در وقایع روم شرقی نیز یاد شده است. اولین بار در وقایع سال ۷۴۱ ه.ق از این طایفه به عنوان امیران آمِد یاد شده است. بنابر گزارشاتی، طایفه‌ای از بایندرها در گرگان زندگی می کردند اما آنان را از تیره های قبیله ترکمی گوکلان می‌شمردند. گزارش شده است که در قرن دهم، مهمترین شاخه این طایفه در در ناحیه طرطوس به کشاورزی مشغول بوده‌اند. از اهالی این طایفه که در حلب ساکن بودند؛ به سال ۱۱۰۱ ه.ق توسط دولت عثمانی، دعوتی مبنی بر شرکت در لشکرکشی عثمانیان به اتریش صورت گرفته است.